# Abdulaziz Hamsal
Abdulaziz Mubarak Al Hamsal (in arabo عبد العزيز مبارك آل حمسل‎?; Najrān, 1º marzo 1987) è un ex calciatore saudita, di ruolo centrocampista o difensore.

## Caratteristiche tecniche
Era un interno di centrocampo che poteva giocare anche da terzino destro.